# Kwambi

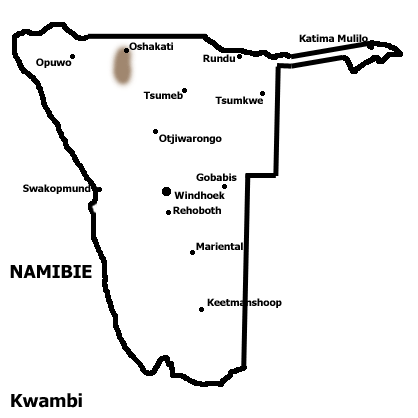
Verspreidingsgebied Kwambi in Namibië. het gebied komt grofweg overeen met de regio Oshana.

Kwambi of Oshikwambi is een Bantoetaal die wordt gesproken in de regio Oshana in het noorden van Namibië. De taal wordt in Namibië gesproken door circa 32.000 mensen die tot de Owambo bevolkingsgroep behoren.
Kwambi is nauw verwant aan andere in Noord-Namibische talen zoals Ndonga en Kwanyama. Gangbare aanduidingen voor deze talengroep zijn Oshiwambo en Owambo.
De taal heeft geen gestandariseerde geschreven vorm. De taal wordt gebruikt door de Rooms-Katholieke Kerk in Namibië.